# From Under the Cork Tree
From Under the Cork Tree je třetí řadové album skupiny Fall Out Boy, ale první album, které vydali u velké nahrávací společnosti. Album vyšlo v roce 2005 a název převzali z oblíbené dětské knihy Příběh o Ferdinandovi, kterou napsal Munfro Leaf.
Z alba vzešly tři úspěšné singly Sugar, We're Goin' Down, Dance, Dance a A Little Less Sixteen Candles, a Little More 'Touch Me'.

## Seznam písní
| Číslo | Název                                                                                      | Délka |
| ----- | ------------------------------------------------------------------------------------------ | ----- |
| 1.    | Our Lawyer Made Us Change the Name of This Song So We Wouldn't Get Sued                    | 3:08  |
| 2.    | Of All the Gin Joints in All the World                                                     | 3:11  |
| 3.    | Dance, Dance                                                                               | 3:00  |
| 4.    | Sugar, We're Goin' Down                                                                    | 3:49  |
| 5.    | Nobody Puts Baby in the Corner                                                             | 3:20  |
| 6..   | I've Got a Dark Alley and a Bad Idea That Says You Should Shut Your Mouth (Summer Song)    | 3:11  |
| 7.    | 7 Minutes in Heaven (Atavan Halen)                                                         | 3:02  |
| 8.    | Sophomore Slump or Comeback of the Year                                                    | 3:23  |
| 9.    | Champagne for My Real Friends, Real Pain for My Sham Friends                               | 3:23  |
| 10.   | I Slept with Someone in Fall Out Boy and All I Got Was This Stupid Song Written about Me   | 3:30  |
| 11.   | A Little Less Sixteen Candles, a Little More 'Touch Me'                                    | 2:49  |
| 12.   | Get Busy Living or Get Busy Dying (Do Your Part to Save the Scene and Stop Going to Shows) | 3:27  |
| 13.   | XO                                                                                         | 3:40  |

## Umístění ve světě
| Hitparáda      | Umístění |
| -------------- | -------- |
| USA            | 9        |
| Velká Británie | 12       |
| Austrálie      | 95       |

## Zajímavosti
- První píseň z alba Our Lawyers Made Us Change the Name of This Song So We Wouldn't Get Sued (Naši právníci nás donutili změnit název písně, aby nás nezažalovali) se původně jmenovala My Name is David Ruffin…And These Are The Temptations (Jmenuji se David Ruffin a tohle jsou The Temptations).
- Píseň Nobody Puts Baby in the Corner (Baby nebude sedět v roku) je věta z filmu Hříšný tanec, kterou říkal Patrick Swayze.
- V písni 7 Minutes in Heaven (Atavan Halen) můžeme slyšet v zadních vokálech i zpěváka skupiny Panic! at the Disco Brendona Urieho.
- Atavan Halen je poukaz na Wentzův pokus o sebevraždu.